# Aitor Iturrioz
Aitor Antonio Iturrioz Ortiz (ur. 9 kwietnia 1970 w mieście Meksyk) – meksykański aktor. Największą popularność zyskał dzięki Clase 406, gdzie zagrał Maxa Brouera, Rebelde, gdzie wcielił się w rolę Estebana Nolasco oraz Al Diablo con los Guapos, gdzie zagrał Mateo.

## Filmografia
| Rok       | Tytuł                          | Rola                     |
| --------- | ------------------------------ | ------------------------ |
| 1995      | Retrato de Familia             | Octavio                  |
| 1996      | Luz Clarita                    | Jose Mariano             |
| 1998      | Mi pequeña traviesa            | Hugo                     |
| 1999      | Por tu amor                    | Agustín Higueras Ledesma |
| 2000      | DKDA: Sueños de juventud       | Aitor                    |
| 2001      | Primer amor... a mil por hora  | Boris                    |
| 2003      | Tu Historia de amor            | Marcos                   |
| 2003      | Velo de Novia                  | Marcos                   |
| 2003      | Clase 406                      | Max Brouer               |
| 2004      | Don Francisco presenta         | Aitor                    |
| 2004-2005 | Zbuntowani                     | Esteban Nolasco Landeros |
| 2005      | La Fea más bella (13 odcinków) | Rafael                   |
| 2006      | Lola Érase una vez (1 odcinek) | Richard                  |
| 2007      | Al Diablo con los Guapos       | Mateo                    |